# PAS-6
O PAS-6 (também conhecido por PanAmSat 6) foi um satélite de comunicação geoestacionário estadunidense construído pela Space Systems/Loral (SS/L) que era de propriedade da PanAmSat, empresa que foi adquirida posteriormente pela Intelsat. O satélite foi baseado na plataforma LS-1300.

## História
O PAS-6 foi um dos três satélites de transmissão mais poderosos já lançados até então, que era capaz de fornecer o serviço de programação de DTH para milhões de consumidores da PanAmSat. Ele foi projetado e construído pela Space Systems/Loral (SS/L).
Em 17 de março de 2004, o PAS-6 sofreu uma anomalia, resultando em uma perda de potência. Após esse evento, a PanAmSat mudou o satélite para uma órbita de armazenamento, enquanto a empresa e SSL avaliou o problema. Em 1 de abril de 2004, este satélite experimentou outra anomalia e tem uma perda mais significativa de energia. Nenhuma dessas perdas foi antecipada. O satélite foi colocado em órbita cemitério.

## Lançamento
O satélite foi lançado ao espaço no dia 8 de agosto de 1997, às 06:46 UTC por meio de um veículo Ariane-44P H10-3 a partir do Centro Espacial de Kourou, na Guiana Francesa. Ele tinha uma massa de lançamento de 3.420 kg.

## Capacidade e cobertura
O PAS-6 era equipado com 36 transponders em banda Ku com 100 W para fornecer comunicações de áudio e vídeo diretos em toda a América do Sul, especialmente para o Brasil.